# Labicymbium jucundum
Labicymbium jucundum är en spindelart som beskrevs av Alfred Frank Millidge 1991. Labicymbium jucundum ingår i släktet Labicymbium och familjen täckvävarspindlar.
Artens utbredningsområde är Colombia. Inga underarter finns listade i Catalogue of Life.